# Гостищевское сельское поселение
Гости́щевское се́льское поселе́ние — упразднённое муниципальное образование в Яковлевском районе Белгородской области.
Административный центр — село Гостищево.
19 апреля 2018 года упразднено при преобразовании Яковлевского района в городской округ.

## История
Гостищевское сельское поселение образовано 20 декабря 2004 года в соответствии с Законом Белгородской области № 159.

## Население
| 2010  | 2011  | 2012  | 2013  | 2014  | 2015  | 2016  |
| ----- | ----- | ----- | ----- | ----- | ----- | ----- |
| 3747  | ↘3731 | ↘3636 | ↘3597 | ↗3601 | ↗3614 | ↘3602 |
| 2017  | 2018  |       |       |       |       |       |
| ↘3566 | ↘3483 |       |       |       |       |       |

## Состав сельского поселения
| № | Населённый пункт | Тип населённого пункта       | Население |
| - | ---------------- | ---------------------------- | --------- |
| 1 | Гостищево        | село, административный центр | ↗2731     |
| 2 | Дружный          | хутор                        | ↘39       |
| 3 | Крюково          | село                         | ↗189      |
| 4 | Новые Лозы       | село                         | ↗7        |
| 5 | Рождественка     | село                         | ↗37       |
| 6 | Сажное           | посёлок                      | ↘744      |